# Paulo Cunha
Paulo Arsénio Veríssimo da Cunha GCC • GCSE (Lisboa, Coração de Jesus, 1 de setembro de 1908 — Lisboa, 16 de dezembro de 1986), mais conhecido por Paulo Cunha, foi um professor catedrático de direito privado na Faculdade de Direito da Universidade de Lisboa, advogado, Ministro dos Negócios Estrangeiros e reitor da Universidade de Lisboa.

## Biografia
A 20 de maio de 1953 foi agraciado com a Grã-Cruz da Ordem Militar de Nosso Senhor Jesus Cristo e a 20 de agosto de 1958 foi agraciado com a Grã-Cruz da Antiga, Nobilíssima e Esclarecida Ordem Militar de Sant'Iago da Espada, do Mérito Científico, Literário e Artístico.
Casou com Maria Amélia da Silva Pitta (1915 - 199?), Grande-Oficial da Ordem Nacional do Cruzeiro do Sul do Brasil (12 de Novembro de 1957), Grande-Oficial da Ordem de Benemerência (26 de Julho de 1958), Grande-Oficial da Ordem do Infante D. Henrique (11 de Julho de 1968), Grã-Cruz da Ordem do Mérito (9 de Junho de 1995), filha de Pedro Goes Pitta, 12.º Bastonário da Ordem dos Advogados Portugueses, e de sua mulher Amélia da Conceição Barata Salgueiro da Silva, pais do professor Paulo Pitta e Cunha.